# 110 mètres haies aux championnats du monde d'athlétisme 2015
Pour un article plus général, voir Championnats du monde d'athlétisme 2015.
Navigation
Moscou 2013 Londres 2017
L'épreuve du 110 mètres haies des championnats du monde de 2015 s'est déroulée les 26, 27 et 28 août 2015 dans le Stade national, le stade olympique de Pékin, en Chine. elle est remportée par le Russe Sergueï Choubenkov.

## Critères de qualification
Pour se qualifier pour les Championnats (minima unique), il fallait avoir réalisé moins de 13 s 47 entre le 1er octobre 2014 et  le 10 août 2015. La cible de concurrents à atteindre a été fixée à 40 athlète.

### Athlètes inscrits
43 athlètes représentant 27 nations sont inscrits au 15 août 2015. Orlando Ortega qui détient le meilleur temps de l'année 2015 n'est pas inscrit en raison de son changement de nationalité intervenu en 2015.
1. Omar McLeod  12 s 97
2. David Oliver  12 s 98
3. Pascal Martinot-Lagarde  13 s 06
4. Sergueï Choubenkov  13 s 06
5. Hansle Parchment  13 s 08
6. Aleec Harris  13 s 11
7. Aries Merritt  13 s 12
8. Ronnie Ash  13 s 13
9. Garfield Darien  13 s 17
10. Mikel Thomas  13 s 17
11. Shane Brathwaite  13 s 21
12. Yordan L. O'Farrill  13 s 23
13. Dimitri Bascou  13 s 23
14. Jeff Porter  13 s 25
15. Andrew Riley  13 s 28
16. Greggmar Swift  13 s 28
17. Jhoanis Portilla  13 s 30
18. Eddie Lovett  13 s 31
19. Gregor Traber  13 s 32
20. Konstadínos Douvalídis  13 s 33
21. Yidiel Contreras  13 s 35
22. Xie Wenjun  13 s 36
23. Johnathan Cabral  13 s 37
24. Artur Noga  13 s 39
25. Lawrence Clarke  13 s 39
26. Nicholas Hough  13 s 42
27. Matthias Bühler  13 s 43
28. Sekou Kaba  13 s 43
29. Petr Svoboda  13 s 44
30. Balázs Baji  13 s 44
31. Alexander John  13 s 46
32. Éder Antônio Souza  13 s 46
33. João Vítor de Oliveira  13 s 47
34. Ronald Forbes  13 s 47
35. Antonio Alkana  13 s 47
36. Ben Reynolds  13 s 48
37. Milan Ristić  13 s 50
38. Zhang Honglin  13 s 53
39. Jonathan Mendes  13 s 54
40. Bano Traoré  13 s 62
41. Lac Jamras Rittidet  13 s 69
42. Wellington Zaza  14 s 09
43. Xaysa Anousone  14 s 33

## Médaillées
| Or                 | Argent           | Bronze        |
| Sergueï Choubenkov | Hansle Parchment | Aries Merritt |

## Records et performances

### Records
| Record du monde           | Aries Merritt                   | États-Unis      | 12 s 80 | Bruxelles                               | 7 septembre 2012             |
| Record des championnats   | Colin Jackson                   | Royaume-Uni     | 12 s 91 | Stuttgart, Allemagne                    | 20 août 1993                 |
| Record d'Afrique          | Shaun Bownes                    | Afrique du Sud  | 13 s 26 | Heusden, Pays-Bas                       | 14 juillet 2001              |
| Record d'Asie             | Liu Xiang                       | Chine           | 12 s 88 | Lausanne, Suisse                        | 11 juillet 2006              |
| Record d'Amérique du Nord | Aries Merritt                   | États-Unis      | 12 s 80 | Bruxelles                               | 7 septembre 2012             |
| Record d'Amérique du Sud  | Redelén dos Santos Paulo Villar | Brésil Colombie | 13 s 29 | Lisbonne, Portugal Carthagène des Indes | 13 juin 2004 26 juillet 2006 |
| Record d'Europe           | Colin Jackson                   | Royaume-Uni     | 12 s 91 | Stuttgart, Allemagne                    | 20 août 1993                 |
| Record d'Océanie          | Kyle Vander Kuyp                | Australie       | 13 s 29 | Gothenburg, Suède                       | 11 août 1995                 |

### Meilleures performances de l'année 2015
Les dix athlètes les plus rapides de l'année sont, avant les championnats (au 10 août 2015), les suivants.
| 1  | Orlando Ortega          | Cuba       | 12 s 94 | Saint-Denis | 4 juillet 2015 |
| 2  | Omar McLeod             | Jamaïque   | 12 s 97 | Kingston    | 27 juin 2015   |
| 3  | David Oliver            | États-Unis | 12 s 98 | Saint-Denis | 4 juillet 2015 |
| 4  | Pascal Martinot-Lagarde | France     | 13 s 06 | Eugene      | 30 mai 2015    |
| 4  | Sergueï Choubenkov      | Russie     | 13 s 06 | Saint-Denis | 4 juillet 2015 |
| 6  | Hansle Parchment        | Jamaïque   | 13 s 08 | Kingston    | 27 juin 2015   |
| 7  | Aleec Harris            | États-Unis | 13 s 11 | Saint-Denis | 4 juillet 2015 |
| 8  | Aries Merritt           | États-Unis | 13 s 12 | Eugene      | 30 mai 2015    |
| 8  | Jason Richardson        | États-Unis | 13 s 12 | Eugene      | 28 juin 2015   |
| 10 | Ronnie Ash              | États-Unis | 13 s 13 | Eugene      | 28 juin 2015   |

## Résultats

### Finale
| Rang               | Athlète                 | Temps   | Réaction | Note |
| ------------------ | ----------------------- | ------- | -------- | ---- |
| Médaille d'or      | Sergueï Choubenkov      | 12 s 98 | 0 s 139  | NR   |
| Médaille d'argent  | Hansle Parchment        | 13 s 03 | 0 s 143  | SB   |
| Médaille de bronze | Aries Merritt           | 13 s 04 | 0 s 141  | SB   |
| 4                  | Pascal Martinot-Lagarde | 13 s 17 | 0 s 150  |      |
| 5                  | Dimitri Bascou          | 13 s 17 | 0 s 137  |      |
| 6                  | Omar McLeod             | 13 s 18 | 0 s 135  |      |
| 7                  | David Oliver            | 13 s 33 | 0 s 157  |      |
| 8                  | Garfield Darien         | 13 s 34 | 0 s 178  |      |

### Demi-finales
Les deux premiers athlètes de chaque série (Q) se qualifient pour la finale ainsi que les deux meilleurs temps suivants (q).
| Rang | Athlète                | Temps       | Notes |
| ---- | ---------------------- | ----------- | ----- |
| 1    | Sergueï Choubenkov     | 13 s 09 (Q) |       |
| 2    | Hansle Parchment       | 13 s 16 (Q) |       |
| 3    | Garfield Darien        | 13 s 25 (q) |       |
| 4    | Aleec Harris           | 13 s 29     |       |
| 5    | Shane Brathwaite       | 13 s 31     |       |
| 6    | João Vítor de Oliveira | 13 s 45     | PB    |
| 7    | Sekou Kaba             | 13 s 58     |       |
| 8    | Petr Svoboda           | 13 s 67     |       |
| 9    | Jhoanis Portilla       | DNF         |       |

| Rang | Athlète                 | Temps       | Notes |
| ---- | ----------------------- | ----------- | ----- |
| 1    | Aries Merritt           | 13 s 08 (Q) | SB    |
| 2    | Omar McLeod             | 13 s 14 (Q) |       |
| 3    | Pascal Martinot-Lagarde | 13 s 17 (q) |       |
| 4    | Johnathan Cabral        | 13 s 37     | PB    |
| 5    | Gregor Traber           | 13 s 37     |       |
| 6    | Xie Wenjun              | 13 s 39     |       |
| 7    | Greggmar Swift          | 13 s 44     |       |
| 8    | Konstadínos Douvalídis  | 13 s 79     |       |

| \| Rang \| Athlète \| Temps \| Notes \| \| ---- \| ---------------- \| ----------- \| ----- \| \| 1 \| Dimitri Bascou \| 13 s 16 (Q) \| PB \| \| 2 \| David Oliver \| 13 s 17 (Q) \| \| \| 3 \| Matthias Bühler \| 13 s 34 \| PB \| \| 4 \| Artur Noga \| 13 s 37 \| SB \| \| 5 \| Andrew Riley \| 13 s 43 \| \| \| 6 \| Balázs Baji \| 13 s 51 \| \| \| 7 \| Lawrence Clarke \| 13 s 53 \| \| \| 8 \| Yidiel Contreras \| \| \| |                  |             |       |
| Rang | Athlète          | Temps       | Notes |
| 1 | Dimitri Bascou   | 13 s 16 (Q) | PB    |
| 2 | David Oliver     | 13 s 17 (Q) |       |
| 3 | Matthias Bühler  | 13 s 34     | PB    |
| 4 | Artur Noga       | 13 s 37     | SB    |
| 5 | Andrew Riley     | 13 s 43     |       |
| 6 | Balázs Baji      | 13 s 51     |       |
| 7 | Lawrence Clarke  | 13 s 53     |       |
| 8 | Yidiel Contreras |             |       |

### Séries
Les quatre premiers de chaque série (Q) plus les 4 meilleurs temps (q) se qualifient pour les demi-finales.
| Rang | Athlète             | Temps       | Notes |
| ---- | ------------------- | ----------- | ----- |
| 1    | Shane Brathwaite    | 13 s 28 (Q) |       |
| 2    | Omar McLeod         | 13 s 43 (Q) |       |
| 3    | Xie Wenjun          | 13 s 44 (Q) |       |
| 4    | Yidiel Contreras    | 13 s 48 (Q) |       |
| 5    | Éder Antonio Souza  | 13 s 96     |       |
| 6    | Lac Jamras Rittidet | 14 s 00     |       |
| 7    | Wellington Zaza     | 14 s 56     |       |
| -    | Mikel Thomas        | DSQ         |       |
| -    | Alexander John      | DSQ         |       |

| Rang | Athlète                 | Temps       | Notes |
| ---- | ----------------------- | ----------- | ----- |
| 1    | Pascal Martinot-Lagarde | 13 s 35 (Q) |       |
| 2    | Andrew Riley            | 13 s 43 (Q) |       |
| 3    | Gregor Traber           | 13 s 44 (Q) |       |
| 4    | Artur Noga              | 13 s 49 (Q) |       |
| 5    | Ronald Forbes           | 13 s 78     |       |
| 6    | Jonathan Mendes         | 13 s 86     |       |
| -    | Petr Svoboda            | DSQ         |       |
| -    | Ronnie Ash              | DSQ         |       |

| Rang | Athlète                | Temps       | Notes |
| ---- | ---------------------- | ----------- | ----- |
| 1    | David Oliver           | 13 s 15 (Q) |       |
| 2    | Garfield Darien        | 13 s 43 (Q) |       |
| 3    | Balázs Baji            | 13 s 45 (Q) |       |
| 4    | Johnathan Cabral       | 13 s 55 (Q) |       |
| 5    | João Vítor de Oliveira | 13 s 57 (q) |       |
| 6    | Konstadínos Douvalídis | 13 s 58 (q) |       |
| 7    | Yordan L. O'Farrill    | 13 s 64     |       |
| 8    | Bano Traoré            | 13 s 91     |       |
| 9    | Xaysa Anousone         | 14 s 74     |       |

| Rang | Athlète          | Temps       | Notes |
| ---- | ---------------- | ----------- | ----- |
| 1    | Hansle Parchment | 13 s 33 (Q) |       |
| 2    | Matthias Bühler  | 13 s 35 (Q) | SB    |
| 3    | Aleec Harris     | 13 s 41 (Q) |       |
| 4    | Greggmar Swift   | 13 s 41 (Q) |       |
| 5    | Jhoanis Portilla | 13 s 43 (q) |       |
| 6    | Nicholas Hough   | 13 s 69     |       |
| 7    | Ben Reynolds     | 13 s 72     |       |
| 8    | Milan Ristić     | 13 s 89     |       |

| \| Rang \| Athlète \| Temps \| Notes \| \| ---- \| ------------------ \| ----------- \| ----- \| \| 1 \| Aries Merritt \| 13 s 25 (Q) \| \| \| 2 \| Dimitri Bascou \| 13 s 29 (Q) \| \| \| 3 \| Sergueï Choubenkov \| 13 s 31 (Q) \| \| \| 4 \| Sekou Kaba \| 13 s 46 (Q) \| \| \| 5 \| Lawrence Clarke \| 13 s 61 (q) \| \| \| 6 \| Antonio Alkana \| 13 s 63 \| \| \| 7 \| Eddie Lovett \| 13 s 65 \| \| \| - \| Zhang Honglin \| DNF \| \| |                    |             |       |
| Rang | Athlète            | Temps       | Notes |
| 1 | Aries Merritt      | 13 s 25 (Q) |       |
| 2 | Dimitri Bascou     | 13 s 29 (Q) |       |
| 3 | Sergueï Choubenkov | 13 s 31 (Q) |       |
| 4 | Sekou Kaba         | 13 s 46 (Q) |       |
| 5 | Lawrence Clarke    | 13 s 61 (q) |       |
| 6 | Antonio Alkana     | 13 s 63     |       |
| 7 | Eddie Lovett       | 13 s 65     |       |
| - | Zhang Honglin      | DNF         |       |

## Légende
Records et Performances
- AR : Record continental (area record)
- CR : Record des championnats (championship record)
- MR : Record du meeting (meet record)
- NR : Record national (national record)
- OR : Record olympique (olympic record)
- PR : Record paralympique (paralympic record)
- PB : Record personnel (personal best)
- SB : Meilleure performance personnelle de la saison (season's best)
- WL : Meilleure performance mondiale de l'année (world leader)
- WJR : Record du monde junior (world junior record)
- WR : Record du monde (world record)

Circonstances et Conditions
- DNF : N'a pas terminé (did not finish)
- DNS : N'a pas pris le départ (did not start)
- DQ : Disqualification (disqualification)
- NM : Aucun essai valable enregistré (No Mark)
- Q : Qualifié « directement » au prochain tour (ou à la prochaine compétition), lors d'une compétition majeure, grâce au classement ou à la réalisation des minima (automatic qualifier)
- q : Qualifié au prochain tour (ou à la prochaine compétition), lors d'une compétition majeure, grâce au repêchage ou à la réalisation de l'une des meilleures performances parmi celles des « non qualifiés directement » (grâce au meilleur temps ou à la meilleure distance par exemple) (secondary qualifier)